# كيفن ميلن (لاعب كرة قدم)
كيفن ميلن (بالإنجليزية: Kevin Milne)‏ هو لاعب كرة قدم بريطاني في مركز الدفاع، ولد في 27 أبريل 1981 في إدنبرة في المملكة المتحدة. لعب مع نادي أبردين.